# Rena dissecta
Rena dissecta là một loài rắn trong họ Leptotyphlopidae. Loài này được Cope mô tả khoa học đầu tiên năm 1896.